# Trachusa barkamensis
Trachusa barkamensis är en biart som först beskrevs av Wu 1986.  Trachusa barkamensis ingår i släktet hartsbin, och familjen buksamlarbin. Inga underarter finns listade i Catalogue of Life.